# Епархия Дрохичина

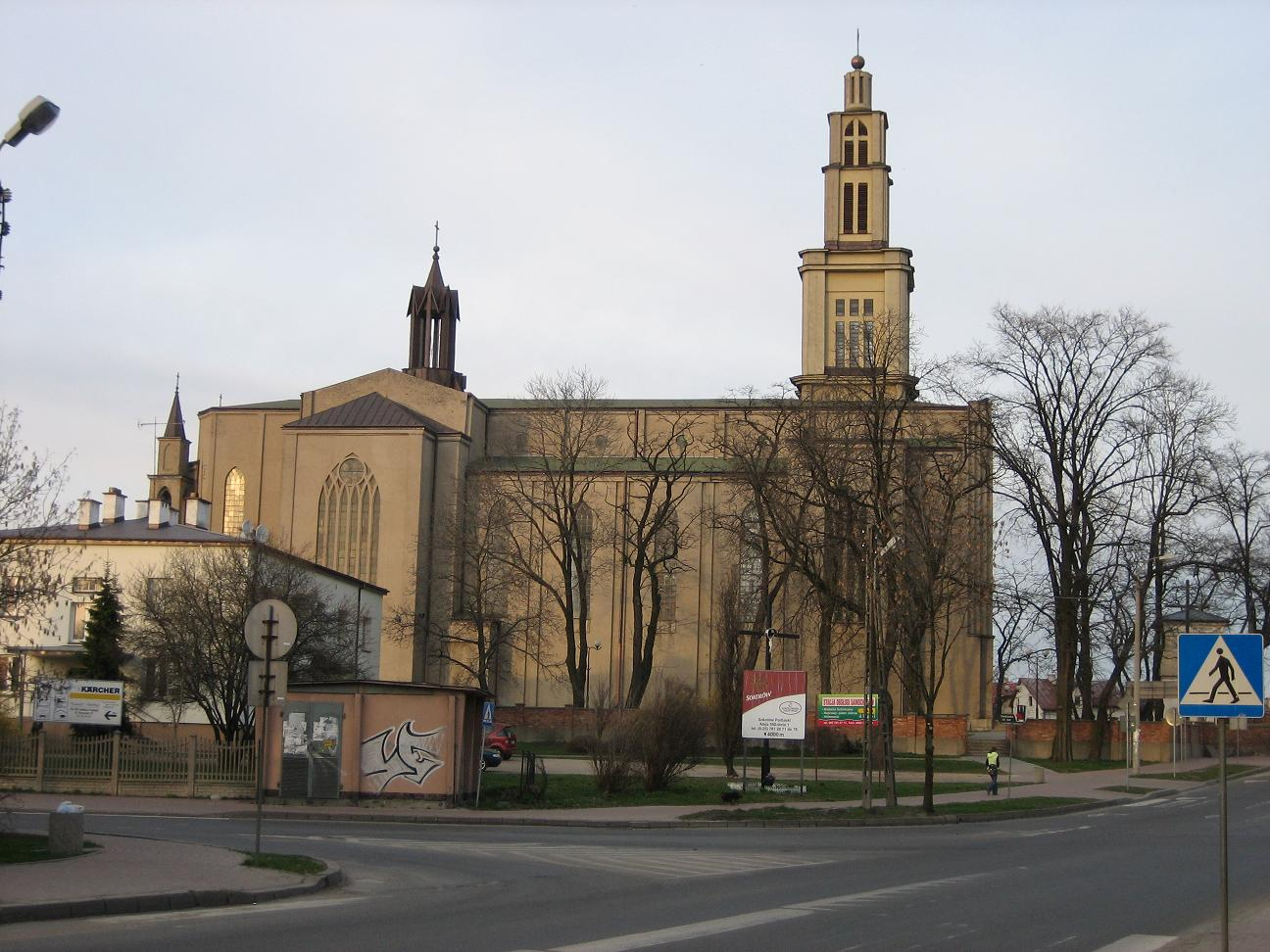
Сокафедральный собор Непорочного Сердца Марии, Соколув-Подляски, Польша

 Епархия Дрохичина  (лат. Dioecesis Drohiczinensis) — епархия Римско-Католической церкви с центром в городе Дрохичин, Польша. Епархия Дрохичина входит в митрополию Белостока. Кафедральным собором епархии Дрохичина является церковь Пресвятой Троицы в городе Дрохичин. В городе Соколув-Подляски находится сокафедральная церковь Непорочного Сердца Марии.

## История
5 июня 1991 года Святой Престол учредил епархию Дрохичина, выделив её из епархии Пинска.

## Ординарии епархии
- епископ Владислав Емдрушук (5.06.1991 — 25.05.1994)
- епископ Антоний Пацифик Дыдыч (20.06.1994 — 29.03.2014)
- епископ Тадеуш Пикус (29.03.2014 — 17.06.2019)
- епископ Пётр Савчук[пол.] (17.06.2019 — )

## Источник
- Annuario Pontificio, Libreria Editrice Vaticana, Città del Vaticano, 2003, ISBN 88-209-7422-3.